# Адамс, Генри Брукс
Ге́нри Брукс А́дамс (англ. Henry Brooks Adams; 16 февраля 1838 — 27 марта 1918) — американский писатель и историк. Наиболее известна его автобиографическая книга «Воспитание Генри Адамса».

## Юность
Родился в Бостоне, сын Чарльза Фрэнсиса Адамса (1807—1886) и Абигейл Брукс (1808—1889), в семье, давшей Америке двух президентов. Прадед писателя Джон Адамс был вторым президентом США, дед — Джон Куинси Адамс — умерший, когда мальчику исполнилось десять лет, был шестым президентом США, а ранее — первым американским посланником в России.
После окончания Гарвардского университета в 1858 году Адамс поехал в Европу слушать лекции по гражданскому праву в Берлинском университете и два года путешествовал по Германии, Бельгии, Голландии, Италии, Франции.

## Годы Гражданской войны
Вернувшись осенью 1860 года в США, Генри Адамс стал секретарем своего отца-конгрессмена, стремившегося в то напряженное время найти компромисс, позволяющий сохранить единство союза северо-американских штатов.
В канун Гражданской войны, 19 марта 1861 года, президент Линкольн назначает Чарльза Фрэнсиса Адамса послом в Англии. Отец взял с собой сына в Лондон в качестве частного секретаря. Генри Адамс также становится анонимным лондонским корреспондентом «Нью-Йорк Таймс».
Английское правительство, объявив формально нейтралитет, на деле признавало южные штаты воюющей стороной и оказывало им поддержку, что делало миссию Чарльза Фрэнсиса Адамса чрезвычайно сложной и ответственной.
Во время пребывания в Англии Генри Адамс познакомился со многими знаменитостями того времени, встречался с геологом Чарлзом Лайеллом, беседовал с экономистом Джоном Стюартом Миллем, писателями Чарльзом Диккенсом, Робертом Браунингом, Алджерноном Суинберном.

## Историк и интеллектуал
В 1868 году Генри Адамс возвратился в Соединённые Штаты и, переехав в Вашингтон (округ Колумбия), начал работать как журналист. Адамс видел себя как традиционалист, жаждущий демократического идеала XVII и XVIII столетий. Коррупция администрации президента Гранта и его преемников потрясла Адамса, о чём он писал впоследствии.
В 1870 году Адамс был назначен на должность профессора средневековой истории в Гарварде, которую он занимал до своего досрочного выхода на пенсию в 1877 году. Адамс, как полагают, был первым (в 1874—1876), кто вёл историческую работу в Соединённых Штатах. Среди его студентов был Генри Кэбот Лодж, в дальнейшем работавший в тесном сотрудничестве с Адамсом как аспирант.
27 июня 1872 года Адамс женится на Кловер Хопер в Бостоне, и они проводят свой медовый месяц в Европе. По возвращении из Европы он вернулся к своей работе в Гарварде, и их дом в Бостоне стал местом сбора их друзей и знакомых. В 1877 году он и его жена переехали в Вашингтон, округ Колумбия, где их дом снова стал центром общественной жизни. Адамс работал в Вашингтоне как журналист и продолжил работать как историк.
Адамсу принадлежат биографии Альберта Галлатина, министра финансов при президенте Джефферсоне (1879), виргинского политического деятеля Джона Рэндолфа (1882), поэта Джона Кэбота Лоджа (1911), статьи по истории и политике. Однако как историк Адамс снискал известность своей девятитомной «Историей Соединённых Штатов во времена правления Джефферсона и Медисона» (1889—1891), после выхода которой он был избран президентом Американской исторической ассоциации (1894).
В 1880-х годах Адамс написал два романа. В романе «Демократия» (1880), напечатанном анонимно (авторство Адамса стало известно только после его смерти), показана коррупция вашингтонских властей и описаны реальные факты жизни Белого дома. Роман был популярен у современников, а два русских журнала («Русский вестник» и «Изящная литература») напечатали в 1883 году его перевод. Второй роман, изданный под литературным псевдонимом Френсис Сноу Комптон, — «Эстер» (1884).
6 декабря 1885 года его жена, Кловер, совершила самоубийство. После её смерти Адамс проводил лето в Париже и зимы в Вашингтоне, где он заказал мемориал Адамс (скульптор Август Сент-Годенс, архитектор Стэнфорд Вайт) для её участка в Rock Creek Cemetery, Вашингтон.
В 1904 году Адамс опубликовал частным образом книгу «Мон-Сен-Мишель и Шартр», выразившую его впечатления от путешествия по западной Франции, восхищение витражами Шартрского собора, готической архитектурой и дающую оценку Средневековью, как единству символического выражения мира. Книга была публично выпущена в 1913 году по предложению Ральфа Адамса Крема, известного американского архитектора, при поддержке Американского института архитекторов.
Автобиографическая книга «Воспитание Генри Адамса» была издана Адамсом в 1907 году в маленьком частном выпуске для друзей и знакомых. В своем письме к Тейлору в ноябре 1909 года Адамс сделал следующее замечание: «Все экземпляры книги должны были вернуться ко мне для исправлений, но по мере того, как проходит время, я всё больше сомневаюсь, надо ли делать эти исправления. Ведь единственная цель этой книги состояла в том, чтобы воспитать самого себя…» Только после смерти Адамса «Воспитание Генри Адамса» было издано Массачусетским историческим обществом и стало доступно для широкой публики. Книга, отмеченная Пулитцеровской премией в 1919 году, стала классикой американской литературы.
Генри Адамс умер в 80 лет в Вашингтоне, округ Колумбия, он похоронен около его жены в Rock Creek Cemetery, Вашингтон.

## Второй закон термодинамики
В 1910 году Адамс напечатал небольшим тиражом и распространил по университетским библиотекам и профессорам истории «Письмо к американским учителям истории», в котором предлагал теорию истории, основанную на втором законе термодинамики и принципе энтропии. По существу это являлось использованием стрелы времени в истории. Адамс применял физику динамических систем Клаузиуса, Гельмгольца, и Уильяма Томсона к моделированию истории человечества.
Адамс сделал много попыток ответить на критику его теории от его научных коллег, но работа оставалась незавершённой до его смерти в 1918 году, и была издана посмертно (1919).

## Закон ускорения
В статье «Закон ускорения» Адамс пишет: «Мировое производство угля, грубо говоря, удваивалось каждые десять лет с 1840 по 1900 год. Речь идёт не о количестве, а о выделенной электроэнергии, так как в 1900 год из тонны угля можно было получить в три-четыре раза больше энергии, чем в 1840 году».
Адамс видит технологический прогресс также как экспоненциальный рост Курцвейла и закон Мура, что утверждает: «Закон ускорения, чёткий и постоянный как любой закон механики, не может ослабеть так, чтобы подстроиться под потребности человека».

## В России
Адамс побывал в России летом 1901 года, и две главы «Воспитания Генри Адамса», в которых идёт речь об этой поездке, во время которой он посетил Москву и Петербург, содержат размышления о судьбах Америки и России, как о двух великих державах будущего. Однако деловитость Америки вызывала чувство беспокойства у Адамса — «непреодолимость русской инерции означала провал идеи американского лидерства». Его роман «Демократия» (1880) переведен на русский язык в 1883 году, а «Воспитание Генри Адамса» — лишь в 1988 году.

## Сочинения
- Генри Адамс. Воспитание Генри Адамса. М: Прогресс, 1988, 752 стр., 50000 экз.
- Генри Адамс. Демократия. В сборнике Демократия. М: Прогресс, 1989, 720 стр., 100000 экз.